# Team Lufthansa

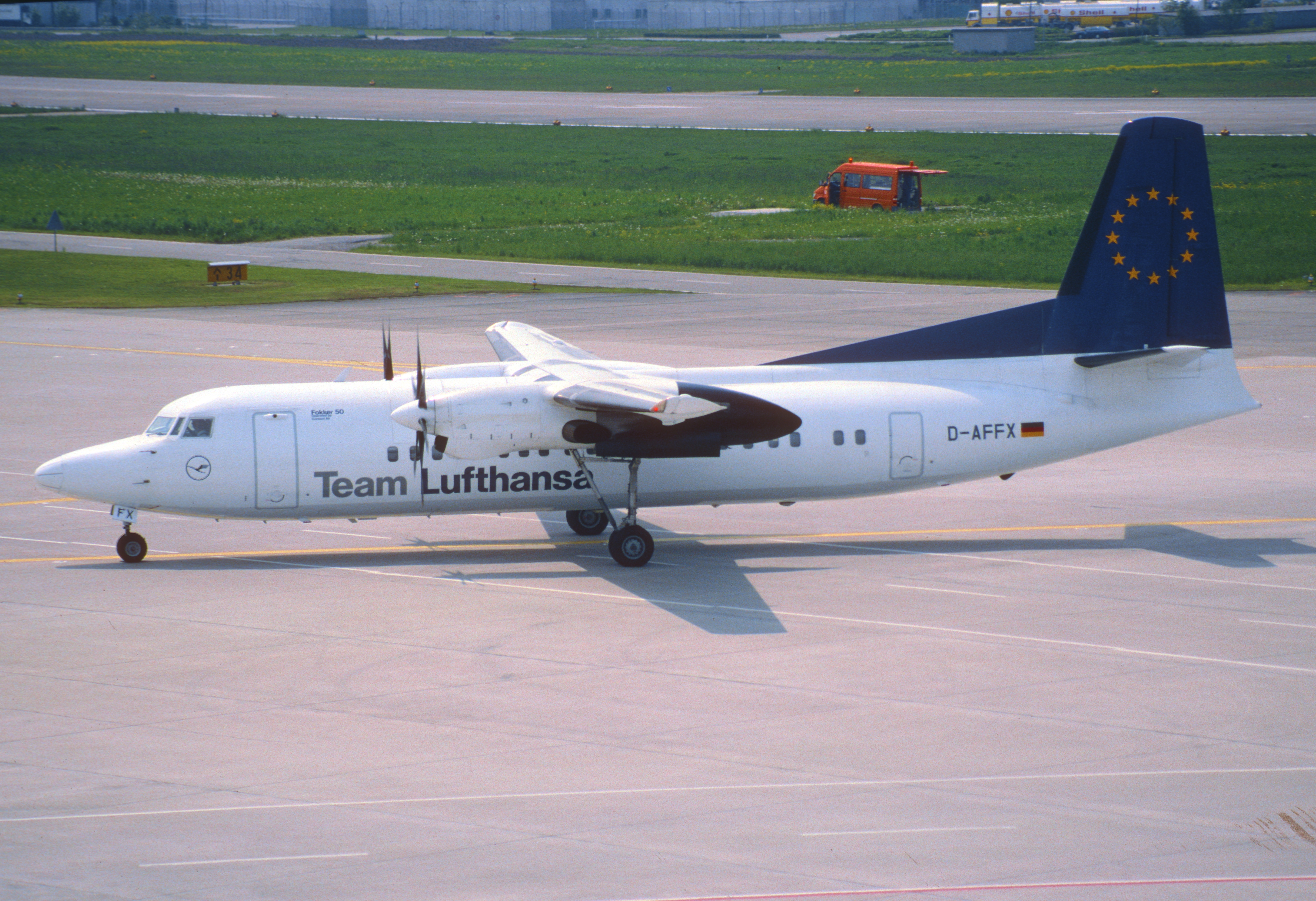
Eine Fokker 50 der Contact Air im Einsatz für Team Lufthansa

Team Lufthansa war eine 1996 gegründete Dachmarke für mehrere regionale Partner-Fluggesellschaften der Lufthansa, die unter diesem Namen Regional- und Zubringerflüge im Streckennetz der Lufthansa durchführten.

## Geschichte
Team Lufthansa wurde als Reaktion auf die Liberalisierung des europäischen Luftverkehrs und den steigenden Preisdruck durch Anbieter wie die Deutsche BA gegründet. Ab Oktober 1996 übernahm Augsburg Airways Strecken vor allem ab dem Flughafen München, dazu kamen sukzessive weitere Strecken mit Augsburg Airways, Contact Air und Cimber Air. Ab Januar 1998 traten auch Rheintalflug, später Air Littoral und ab März 2000 Cirrus Airlines dem Team Lufthansa bei. Die Fluggesellschaften trugen das wirtschaftliche Risiko des Flugbetriebs, die Lufthansa erhielt eine Franchise-Gebühr.
Im Oktober 2003 kündigte die Lufthansa an, die Flüge der Partnerfluggesellschaften zukünftig unter der Marke Lufthansa Regional zusammenzufassen. Contact Air und Augsburg Airways wurden in die neue Struktur übernommen. Von den genannten Gesellschaften existiert seit der Betriebseinstellung von Augsburg Airways Ende Oktober 2013 keine mehr.

## Farbgestaltung
Die Flugzeuge des Team Lufthansa trugen ein an das der Lufthansa angelehntes Corporate Design mit dem Schriftzug Team Lufthansa auf dem Rumpf sowie ein an die Europaflagge angelehntes Logo auf dem Seitenleitwerk.